# Odległość Damerau-Levenshteina
Odległość Damerau-Levenshteina – miara odmienności napisów (skończonych ciągów znaków), zaproponowana przez F.J.Damerau. Stanowi uogólnienie odległości Levenshteina. Różnicą jest uznanie za działanie proste zamiany miejscami dwu sąsiednich znaków.